# Pterolophia mindanaonis
Pterolophia mindanaonis là một loài bọ cánh cứng trong họ Cerambycidae.